# Jeune École
Als Jeune École (Junge Schule) wird eine Fraktion vornehmlich jüngerer Offiziere innerhalb der französischen Marine im ausgehenden 19. Jahrhundert bezeichnet, die gegen althergebrachte Vorstellungen über Flottenrüstung opponierten.

## Marinerüstung in der zweiten Hälfte des 19. Jahrhunderts

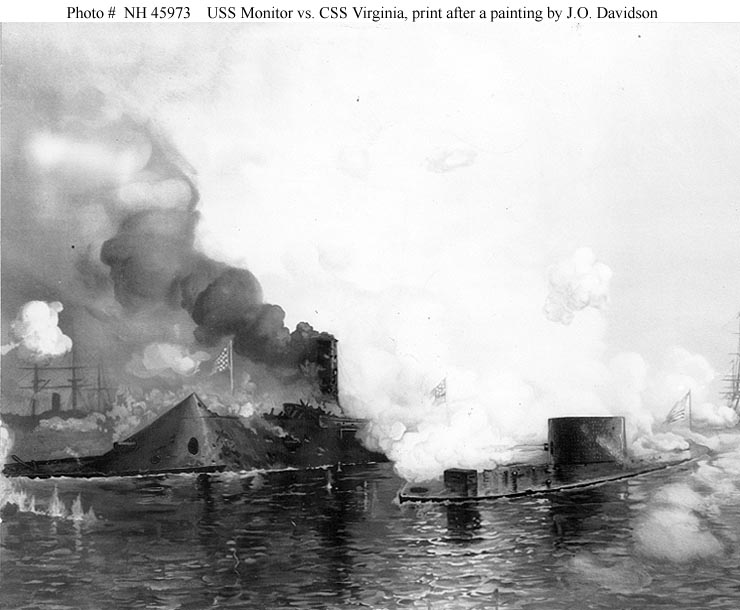
Gefecht vor Hampton Roads zwischen Monitor und Virginia am 9. März 1862

Mit der Entwicklung neuer Antriebs- und Waffensysteme – wie Dampfmaschine, Panzerung und Torpedos – kam es innerhalb der größeren Kriegsflotten zu allgemeiner Verunsicherung, was die Entwicklung neuer Schiffstypen betraf. Auf der einen Seite waren Schiffe, die nach dem letzten Stand der Technik entworfen worden waren, zum Zeitpunkt ihres Stapellaufs häufig schon wieder veraltet. Auf der anderen Seite schien zeitweise eine Art technischer Pattsituation zu herrschen – so endete das erste Gefecht zwischen zwei gepanzerten Schiffen unentschieden, da keines der Schiffe in der Lage war, das andere zu versenken (Schlacht von Hampton Roads).
Die Ziellosigkeit in der Kriegsschiffentwicklung lässt sich am Beispiel der „Widderschiffe“ erkennen: In der Seeschlacht von Lissa 1866 zwischen österreichischen und italienischen Seestreitkräften versuchten die Österreicher, die italienischen Schiffe zu rammen und konnten dabei eine Panzerfregatte versenken. Dieses Ereignis führte in der Folgezeit zu einer „Renaissance“ der antiken Rammtaktik. Fast alle neugebauten Schiffe erhielten Rammsporne und es wurden sogar spezielle „Rammschiffe“, die sogenannten „Widderschiffe“, entworfen. Das Konzept wurde aber bald wieder aufgegeben und die Rammtaktik blieb Episode, obwohl Rammsporne bis zum Ersten Weltkrieg weiterhin eingebaut wurden. Stattdessen begann ein allgemeiner Wettlauf zwischen immer schwereren Geschützen und stärkerer Panzerung, der die neugebauten Linienschiffe immer größer und damit auch teurer werden ließ.

## Die Situation Frankreichs
Eines hatte die Seeschlacht von Lissa aber deutlich gemacht: auch die stärkste Panzerung hat wenig Nutzen, wenn der Schiffsrumpf unter der Wasserlinie getroffen wird. Mit dem Torpedo war seit den 1860er Jahren eine hierfür geeignete Waffe verfügbar, die zudem stetig verbessert wurde.
Frankreich, das sich seit etwa der Mitte des Jahrhunderts ein kostspieliges maritimes Wettrüsten mit der größten Seemacht Großbritannien lieferte (ohne deren Stärke je erreichen zu können), musste im Krieg gegen Preußen-Deutschland von 1870/71 feststellen, dass seine Seemacht (die der deutschen weit überlegen war) es nicht vor der vernichtenden Niederlage zu Lande (Schlacht bei Sedan) bewahren konnte. Im Gegenteil zeigte der Einsatz der als Kaperschiff eingesetzten Korvette Augusta auf deutscher Seite, wie mit vergleichsweise geringen Mitteln die ozeanischen Seewege trotz einer überlegenen Feindflotte bedroht werden konnten. Nach der Niederlage von 1871 wurde daher auf einen weiteren Ausbau der Flotte zugunsten einer Heeresverstärkung verzichtet.

## Das strategische Konzept der „Jungen Schule“

### Grundprinzipien

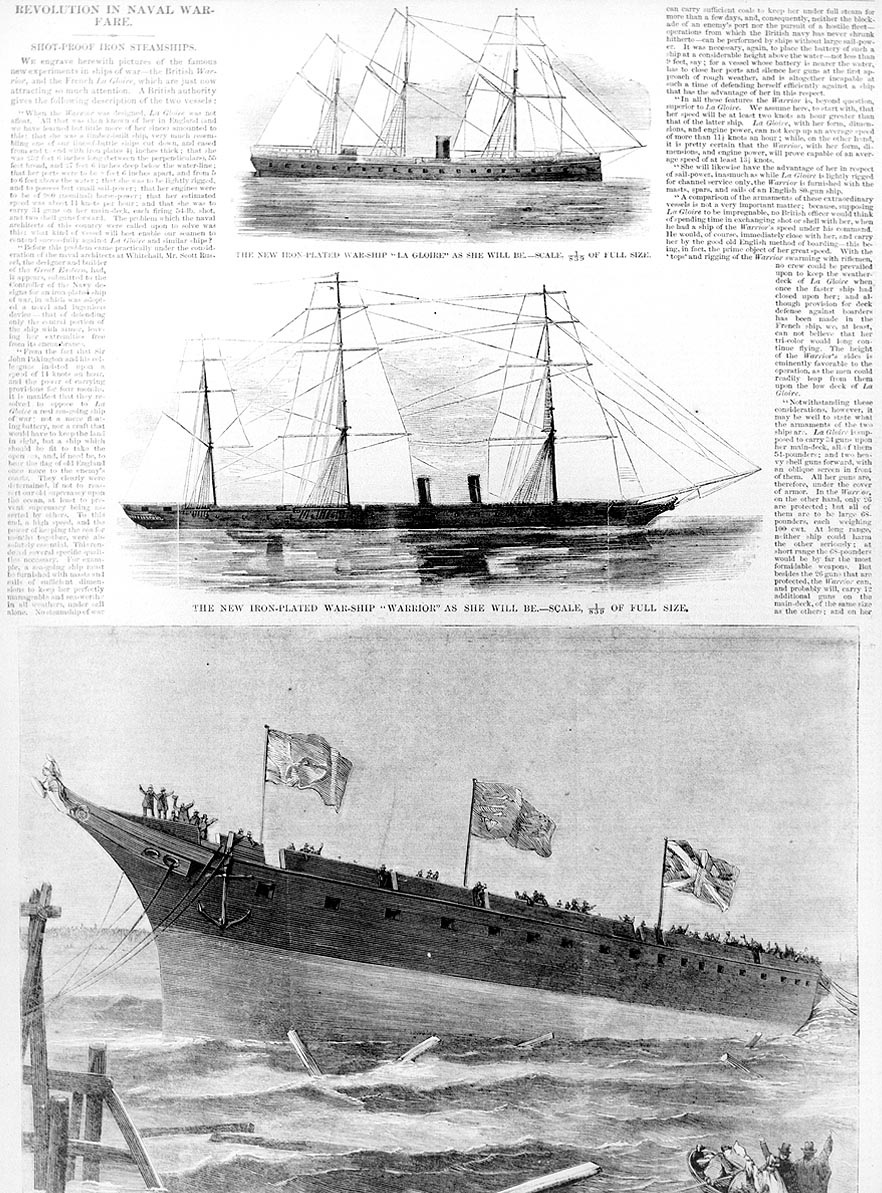
Die ersten gepanzerten Linienschiffe La Gloire von 1860 und Warrior von 1861

Jüngere Offiziere der französischen Marine nutzten die Gelegenheit, um eine radikale Abkehr vom strategischen Prinzip der schwergepanzerten Linienschiffe zu fordern. Vizeadmiral Philippe-Victor Touchard forderte 1873 einen signifikanten Abbau der Panzerstärken, da „...jeder Torpedo sie auf einen Schlag zerstören kann“ und verglich die Problematik mit der Entwicklung vom mittelalterlichen Ritter zum modernen Kürassier, der ebenfalls nur noch einen leichten Brustpanzer zum Schutz der lebenswichtigen „Teile“ trug. Solche leichter gepanzerten Schiffe würden kleiner, mithin also auch billiger ausfallen – ein Verlust wöge dann auch nicht mehr so schwer.
In strategischer Hinsicht zog die Jeune École aus der Entwicklung der Dampfmaschine die Schlussfolgerung, dass weder die Blockade feindlicher Häfen und Küsten noch das Prinzip der Entscheidungsschlacht ihre Berechtigung behalten würden:
- Schnelle Dampfschiffe wären immer in der Lage, eine Blockade zu durchbrechen und in der offenen See die gegnerischen Seeverbindungen zu bedrohen.
- Eine unterlegene Flotte wäre ohnehin bestrebt, einer Entscheidungsschlacht aus dem Weg zu gehen, da sie eine solche in aller Regel verlieren würde. Sie könne also der überlegenen Feindflotte die Seeherrschaft genauso gut kampflos überlassen.
- Für den Fall, dass der Feind seine Operationen bis in die eigenen Küstengewässer trägt, wäre eine effektive Küstenverteidigung vonnöten – dafür brauche man aber keine schweren und teuren Panzerschiffe.
- Und selbst im Falle einer vernichtenden Niederlage in einer Entscheidungsschlacht bliebe der unterlegenen Seite immer noch das oben genannte Mittel des Kaperkrieges.

„Die Flotte, die dieser Theorie entsprach, setzte sich, dem Prinzip der Arbeitsteilung folgend, aus vielen kleinen, schnellen Spezialeinheiten zusammen, die in sich je eines der im Schlachtschiff konzentrierten offensiven Elemente, Torpedo, Sporn, Artillerie, mit der Kleinheit ihrer Dimension und der Geschwindigkeit verbanden.“ (Volkmar Bueb)
Die kleinen Einheiten der Marine sollten in der kriegerischen Auseinandersetzung wie ein Hornissenschwarm operieren durch eine Vielzahl von Einheiten („nombre“), schnelles Auftauchen und Verschwinden („vitesse“) und Tarnung durch die geringe Größe („faiblesse des dimensions“) und so die großen, teuren Schlachtschiffe besiegen.
Aus diesen Gründen hatte das Panzer-Linienschiff als Rückgrat der Flotte nach Meinung der Jeune École ausgedient. Es war zu aufwendig und zu teuer im Bau, zu langsam, um Kaperschiffe bekämpfen zu können und zu einfach durch eine Handvoll kleiner Torpedoboote zu vernichten – demzufolge seien die Rüstungsanstrengungen auf diese Typen zu konzentrieren. Eine regelrechte Seeherrschaft, wie sie später von Alfred Mahan formuliert worden ist, sei ohnehin aus den genannten Gründen nicht mehr möglich.

### Antibritische Stoßrichtung
Ziel dieser Konzeption war zweifelsohne die stärkste Seemacht der Welt, nämlich die britische. Zu dieser Zeit galt das Inselreich, auch und vor allem durch kolonialpolitische Konflikte, durchaus noch als potentieller Kriegsgegner und mit den Hinweisen auf eine „überlegene Feindflotte“ oder die „feindlichen Seeverbindungen“ war niemand anderes als Großbritannien gemeint. Neben den finanziellen Aspekten, die die Forderung der Jeune École nach kleineren Schiffen begleitete, glaubte man auch, mit dem Vorhandensein einer solchen Kaperflotte Druck auf den Erzfeind ausüben und es eventuell vor einem Krieg zurückschrecken lassen zu können. Der zu erwartende Verlust an Handelsschiffen durch französische Kaperschiffe könnte, so die Theorie, die Frachtkosten und Versicherungsprämien in Großbritannien in einem Maße explodieren lassen, dass die gesamte Wirtschaft zum Zusammenbruch gebracht und eventuell sogar soziale Unruhen hervorgerufen würden.

### Die Jeune École an der Spitze der Marine

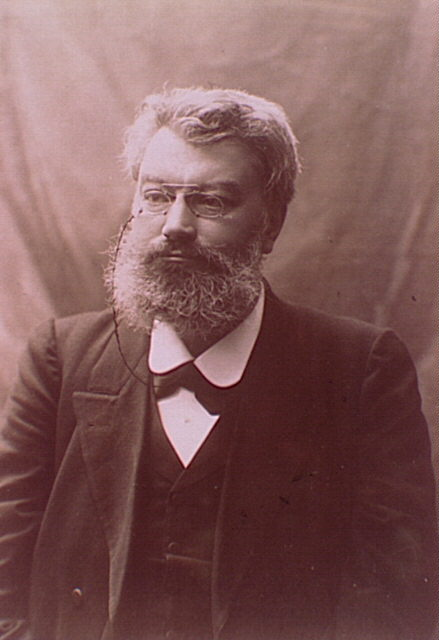
Camille Pelletan, frz. Marineminister

Dreimal hatten Vertreter der Jeune École die Chance, Marineminister zu werden und dadurch die Theorien in die Wirklichkeit umzusetzen. Aber Admiral Hyacinthe Laurent Théophile Aube und seine Nachfolger konnten ihre Vorstellungen nicht vollständig durchsetzen. Wenn auch bestehende Linienschiff-Bauprogramme zugunsten von Kreuzern umgeworfen worden sind, so wurden die Linienschiffe doch nie ganz aufgegeben. Die Minister standen dabei unter hohem Erfolgsdruck, stießen umfangreiche Änderungen an, konnten ihre Position aber immer nur kurze Zeit ausüben und hinterließen danach einen Wirrwarr halbbegonnener Maßnahmen. Ihre Änderungsansätze wurden durch die nachfolgenden Marineminister weitgehend außer Kraft gesetzt und der Stil der „alten Schule“ wieder aufgenommen. Das Marineministerium wurde allein in der Zeit von 1870 bis 1900 nahezu 40 Mal neu besetzt.
Mit Hyacinthe Aube übernahm vom 7. Januar 1886 bis Mai 1887 erstmals einer der führenden, wenn auch nicht radikalen, Köpfe der Jeune École das französische Marineministerium. Aube sah die Existenzberechtigung einer kleinen Anzahl an gepanzerten Schiffen in dem Einsatz gegen drittklassige Flotten wie etwa der deutschen (vor Tirpitz) oder italienischen. Außerdem konnten die Torpedoboote nicht den in sie gesetzten Erwartungen gerecht werden. Sie waren zu wenig hochseetauglich und der besser geeignete Torpedoträger, das U-Boot, war gegen Ende des 19. Jahrhunderts noch nicht ausgereift.
Édouard Lockroy war vom 1. November 1895 bis Januar 1896 Marineminister. Er setzte einen Austausch aller Direktoren durch und besetzte die Stellen mit Vertretern des Gedankenguts der „Jungen Schule“. Die Flotte wurde um ineffiziente Einheiten reduziert, der U-Boot-Bau aktiviert, das Konstruktionswesen reorganisiert, die Durchlässigkeit der Laufbahnen in Angriff genommen und eine Marineakademie („École supérieure de guerre flottante“) für kurze Zeit eingeführt.
Camille Pelletan war von 1902 bis 1905 Marineminister. Sein Programm umfasste schnelle Schiffe, Flottillen, Stützpunkte, Küstenverteidigungsanlagen, Entwicklung der U-Boote, Verminderung der Zahl der Besatzungsmitglieder eines Schiffes, Schwächung der Position der Seeoffiziere. Er hinterließ eine Marine in Auflösung und einen Wirrwarr an Bootstypen.
So ging der Bau von Linienschiffen auch nach der Jahrhundertwende weiter.

## Würdigung der Jeune École

### Uneinheitliche Entwicklung
Der Vorläufer der Ideen war (nach Einschätzung von Erik J. Dahl) Kapitän Baron Louis-Antoine-Richild Grivel im Jahre 1869, der die Kombination aus Geschwaderkampf und Kreuzerkampf befürwortete. Ein weiterer Wegbereiter der Denkweise war (nach Einschätzung von Francois-Emmanuel Brézet) der Unteringenieur Paul Dislère im Jahr 1873, der das Hauptaugenmerk auf den Küsten- und Kreuzerkrieg legte.
Weitere Vorläufer waren (nach der Einschätzung von Volkmar Bueb) Victor Touchard, der im Jahr 1873 die selektive Entpanzerung der Schlachtschiffe empfahl. Jurien de la Gravière, der im Jahr 1878 eine Entlastung der Schlachtschiffe durch kleine Einheiten erwog. Als Vorläufer, Konkurrent und Mitbegründer der „Jungen Schule“ gilt Auguste Gougeard, der sich im Jahr 1884 für eine totale Reform der Verwaltung und der Strategie aussprach.
Als Gründungsvater begriff sich mit seinen Veröffentlichungen zwischen 1873 und 1884 der Admiral Hyacinthe Aube. Aube war zudem vom 7. Januar 1886 bis Mai 1887 Minister der Marine und konnte so seine Theorien in der Praxis testen und entsprechend verändern.
„Mit der Entwicklung der Torpedoboote zu einer einsatzfähigen Waffe gründete Aube jene Theorie, die als Theorie der 'jeune école' weltweites Echo fand. 20 Kreuzer und viele 'autonome' Torpedoboote, in Flottillen zusammengefaßt, sollten in bewußter Negierung des internationalen Seerechts die Träger eines staatlich monopolisierten Kaperkrieges und eines rücksichtslosen Küstenverwüstungskrieges sein, dessen Ziel in der Vorphase des Krieges eine psychische Beeinflussung der öffentlichen Meinung des Gegners durch die bloße Drohung, im Kriegsfall die Zermürbung des feindlichen Widerstandswillens und die Zersetzung der feindlichen Wehr- und Wirtschaftskraft sein sollte. Zum Schutz der eigenen Küsten war ein Küstenschutz aus Verteidigungstorpedobooten einzurichten.“
Aube machte zufällig die Bekanntschaft von Gabriel Charmes im Militärlazarett und begeisterte ihn für seine Ideen. Charmes verkürzte die Theorie Aubes 1884 auf einen Krieg mit Torpedobooten für den Kreuzerkrieg und mit Kanonenbooten für den „Küstenverwüstungskrieg“. Er popularisierte die vereinfachten Vorstellungen durch Beiträge in Revuen und Wochenschriften für die gehobenen Kreise sowie in Tageszeitungen für das Massenpublikum. So gelang es ihm, dass die vereinfachten Ideen der „Jungen Schule“ zur Kenntnis genommen und diskutiert wurden – vom Salon der Madame Adam bis hin zum Parlament.
Diesen Gründervätern folgte eine stark politisch handelnde Schülergeneration in den 1890er Jahren, die sich von der ursprünglichen Denkweise von Aube sehr stark entfernte.
Die „Junge Schule“ spaltete sich in ihrer Endphase gegen Anfang des 20. Jahrhunderts in drei Flügel auf:
- Der Flügel um Ernest-Francois Fournier setzte sich zunächst für eine organisch aufgebaute Flotte (flotte homogène) mit Panzerkreuzern, Torpedo- und U-Booten ein, verlagerte sich aber später auf eine Kombination von Panzerkreuzer und Linienschiff, den Linienschiffkreuzer.
- Die Gruppe um H. Vignot schwenkte unmerklich vom Propagieren des schnellen Panzerkreuzers zur Anerkennung der Linienschiffe um.
- Der radikale Kreis um Alfred Duquet setzte sich für Kleinsttorpedoboote (canot automobile), U-Boote und gegen Linienschiffe ein und leitete seine Forderungen direkt vom Gedankengut Gabriel Charmes' aus dem Jahr 1884 ab.

Nach dem Scheitern des extremsten Verfechters, des Ministers Camille Pelletan, und nach den Lehren aus der Seeschlacht bei Tsushima löste sich die Jeune École auf. Ihr Sprachrohr, die „Marine francaise“, stellte ihr Erscheinen im Juli 1914, kurz vor Ausbruch des Ersten Weltkrieges, ein.

### Positive und negative Auswirkungen
Negativ wirkte sich die Jeune École auf das gesamte Flottenprogramm aus, denn der Bau von Schlachtschiffen wurde behindert und ein Wirrwarr von Bootstypen gebaut. Die Durchsetzung der Obergrenze der Tonnage auf 12.000 Tonnen bis zum Jahr 1898 verhinderte effiziente Schlachtschiffe. Die Gegenüberstellung der britischen und französischen Flottenstärke für das Jahr 1898 ergab eine deutliche Unterlegenheit der französischen Marine.
„Die Gegenüberstellung beider Flotten bewies den Führern der 'Alten Schule' wie auch Admiral Fournier, daß die britische Flotte weder nach der Strategie der 'Alten Schule' noch nach dem Konzept der 'Jungen Schule' geschlagen werden konnte.“
Positive Anstöße gab die „Junge Schule“ durch den Aufbau einer Kreuzerflotte, die Idee zum Aufbau von Stützpunkten und Kohlestationen, den Aufbau von Torpedobooten zur Küstenverteidigung, die Idee des U-Boot-Baus, die Einleitung der Verwaltungsreformen und durch die Einführung einer Torpedoabteilung im Jahr 1896.
Die Ideen der Jeune École ließen sich letztlich nicht in konkrete Rüstungspläne umsetzen. Als sich infolge der Faschoda-Krise eine Annäherung an Großbritannien abzeichnete, die 1904 zum Abschluss der Entente Cordiale führte, wurde das antibritische Konzept der Jeune École endgültig obsolet. Die Entente cordiale zwischen Großbritannien und Frankreich im Jahr 1904 und die Lehren aus der Seeschlacht bei Tsushima vom 27. Mai 1905, in der Japan gegen Russland gewann, zeigten, dass die Bevorzugung der Schlachtschiffe durch die „Alte Schule“ doch richtig gewesen war. Andererseits hatte sich bei Tsushima auch gerade die Bedeutung von Torpedobooten gezeigt, auf die auch die "Junge Schule" setzte.
Die radikaleren Angehörigen hatten die „Junge Schule“ ohnehin schon in Verruf gebracht, als sie die Kündigung der Pariser Seerechtsdeklaration von 1856 und der damit verbundenen Verpflichtung zum Kampf nach Prisenordnung forderten, da dadurch nach ihrer Ansicht die unterlegene Flotte – im Falle eines Krieges mit Großbritannien also die eigene – über Gebühr benachteiligt werde.
„Die Junge Schule ist aus ihrer Zeit entstanden, ihre Schuld liegt nicht in ihrer Existenz, sondern in der Tatsache, daß sie sich von Doktrinen, die sich als Irrweg entpuppt hatten, zu langsam oder gar nicht zu lösen verstand.“

### Folgezeit
Nach dem „Dreadnought-Sprung“ von 1906 ging die französische Marine wie die anderen bedeutenden Seemächte zum Bau von modernen Großkampfschiffen über. Die strategische Konzeption Mahans drängte diejenige der Jeune École ab 1890 zunehmend in den Hintergrund.
Einige ihrer Ideen hatten jedoch Bestand. Das Prinzip des U-Boot-Krieges hat ebenso seine Wurzeln in den Theorien der Jeune École wie das „Panzerschiff-Konzept“ der deutschen Reichs- und Kriegsmarine. Eine Übung der kaiserlichen Marine, in der ein Torpedoboot gegen ein Panzerschiff vorgeht, ist in dem Gemälde von Willy Stöwer (1864–1931): Torpedoboote ran an den Feind dargestellt.

### Fallbeispiel für neuere Konzepte
Die Jeune École erkannte die Chancen neuer Technologien, der Vernetzung der Entwicklungs-, Entscheidungs- und Befehlsebenen sowie der Lähmung der gegnerischen Wirtschaftskraft. Die im 20. Jahrhundert wie selbstverständlich eingesetzten Neuerungen, nämlich Torpedos, U-Boote, hochexplosive Granaten sowie Öl als Antriebsenergie, waren zur Zeit der Jungen Schule nicht hinreichend erprobt, nicht akzeptiert und so nicht wirksam einsetzbar. Die Diskussion der geplanten Änderungen in der Öffentlichkeit (durch Abgeordnete, Journalisten und „Alte Schule“) sowie die schwerfällige Administration blockierten die Umsetzung. Die Jeune École wird daher von Dahl als Beispiel dafür genommen, wie richtiges Vorausdenken, das vorschnell umgesetzt werden soll, scheitern kann und außerdem den Blick für die aktuell erforderlichen Verteidigungsmaßnahmen trübt.
Beim Vergleich der Theorie der französischen Jeune École und des neueren amerikanischen Konzepts des Network-Centric Warfares (NCW) arbeitet Dahl folgende Gemeinsamkeiten der beiden Denkansätze heraus: Berücksichtigung technologischer Innovationen, wissenschaftlicher Ansatz, Betonung von Schnelligkeit und Präzision, netzwerkartiges und ergebnisorientiertes Vorgehen, Verbreitung von Schrecken und Einschüchterung als Mittel der Kriegsvermeidung sowie die Übernahme der Erfolgsrezepte der Wirtschaft.